# Dom św. Kazimierza (stowarzyszenie)
Dom św. Kazimierza (fr. Œuvre de Saint Casimir) – instytucja założona w 1846 przez polskich emigrantów w Paryżu (Wielką Emigrację), z inicjatywy księżnej Anny Sapieżanki,  służąca pomocą Polakom niemającym innego schronienia we Francji, weteranom, sierotom i ubogim. Dom był finansowany ze składek polskich rodzin szlacheckich, jak również ze spadków i darowizn. Placówka mogła powstać pod obecnym adresem dzięki wsparciu hr. Ksawery Grocholskiej. Nad wejściem do budynku znajduje się herb Grocholskich – Syrokomla.

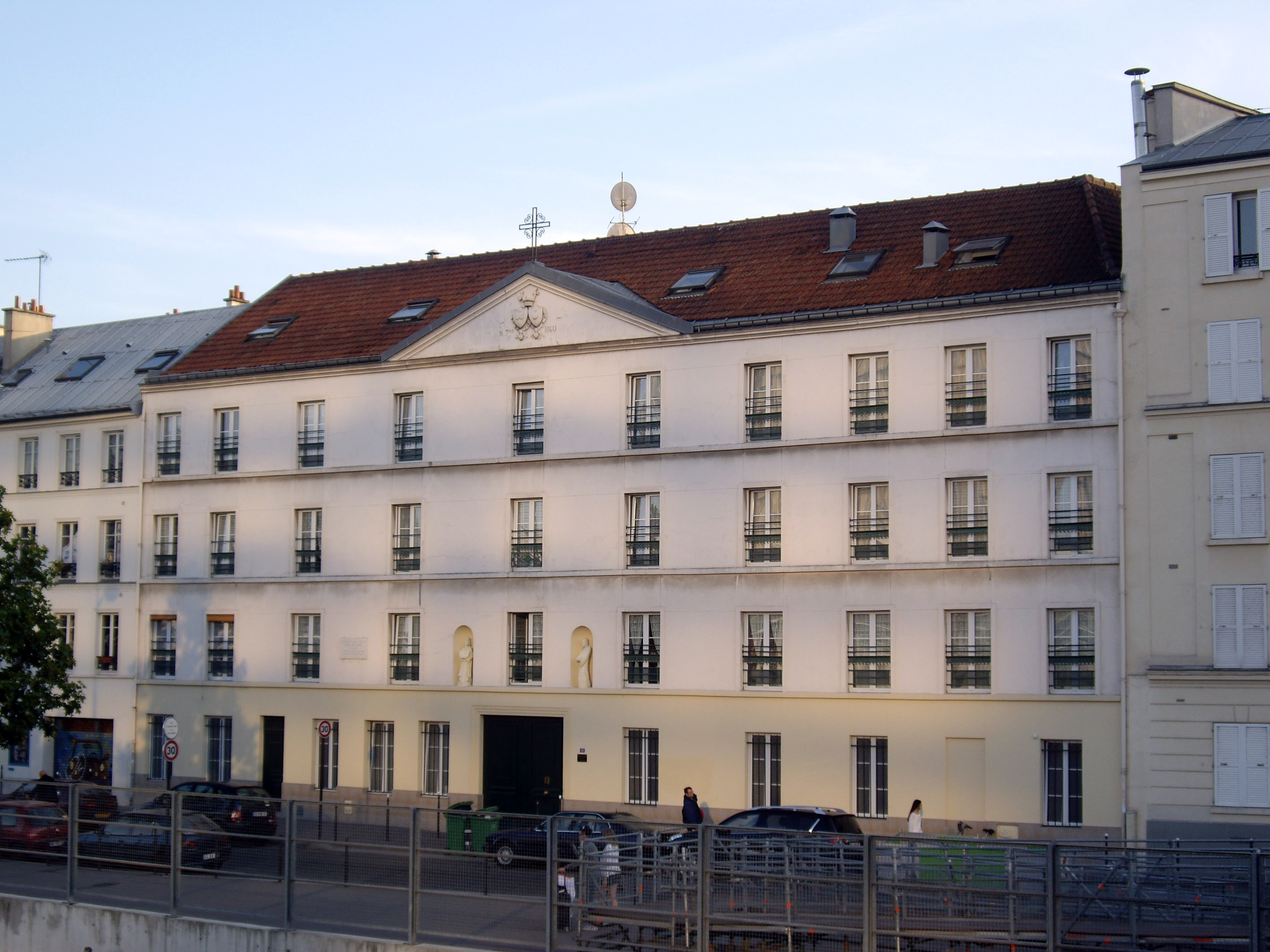
Gmach Domu św. Kazimierza

Od 1860 r. aż do chwili obecnej zajmuje trzypiętrowy budynek wraz z oficynami i rozległym ogrodem przy 119, rue du Chevaleret w Paryżu. To w tym Domu mieszkał i zmarł (od 9 lutego 1877 r. do 23 maja 1883) poeta Cyprian Kamil Norwid oraz piosenkarka Wiera Gran. Przebywał tu i zmarł polski generał z okresu powstania styczniowego Aleksander Waligórski; pod koniec życia mieszkał tu również emigracyjny działacz i redaktor Rozgłośni Polskiej Radia Wolna Europa Maciej Dzierżykraj-Morawski. Od początków Domem i jego pensjonariuszami opiekowały się siostry zakonne z Polski ze Zgromadzenia Sióstr Miłosierdzia zwane szarytkami. Domem zarządza natomiast stowarzyszenie „Dar Św. Kazimierza”.
Obecnie siostry prowadzą opiekę na osobami starszymi, a jedno skrzydło budynku udostępniają przyjezdnym pod wynajem pokoi.

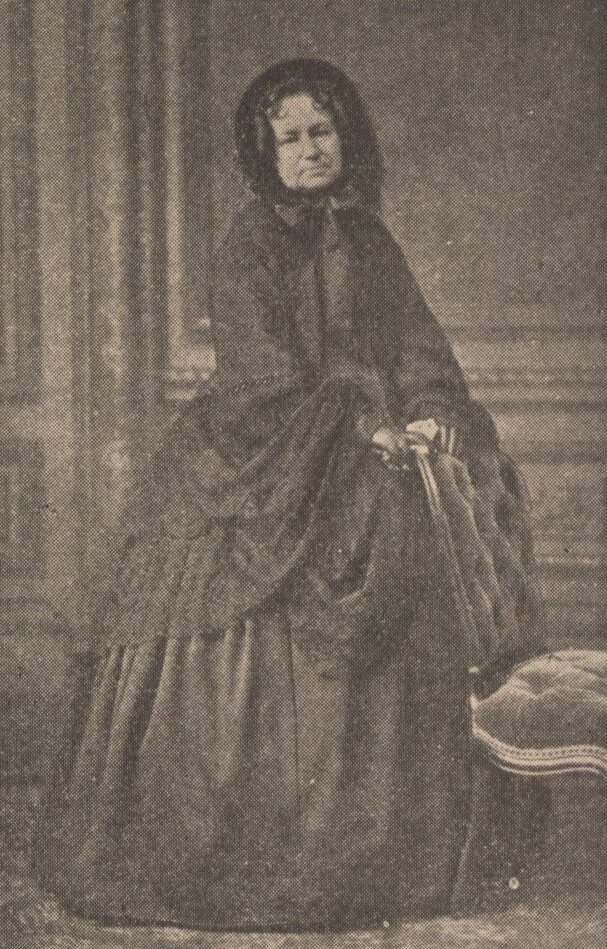
Księżna Anna Czartoryska
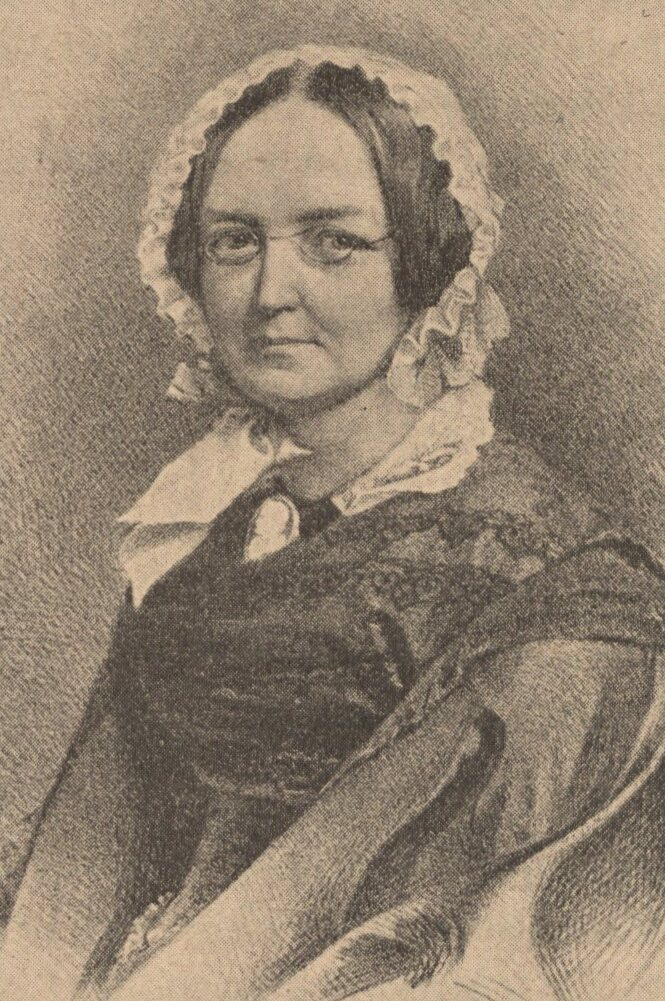
Hrabina Ksawera Grocholska
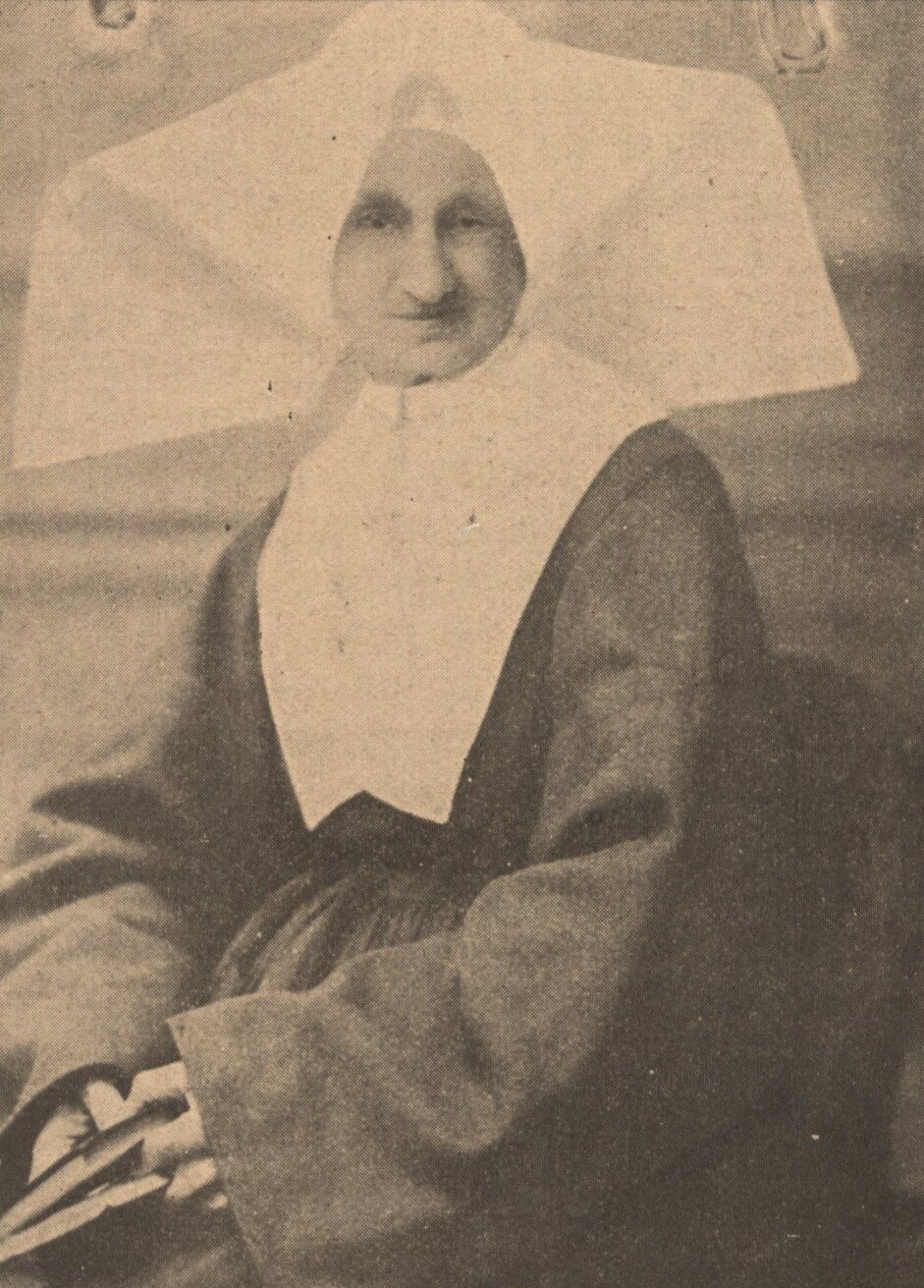
Teofila Siostra Teofila Mikułowska
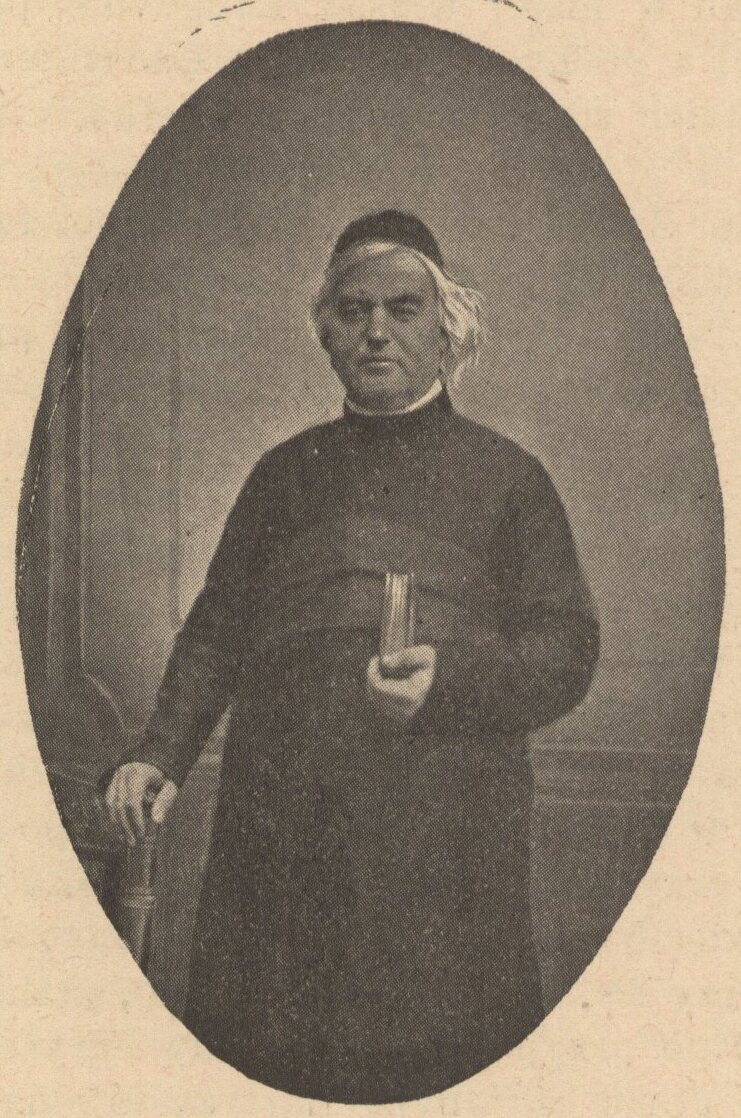
Ksiądz Jan Etienne